# Conte Manvers
Il titolo di conte Manvers era un titolo della parìa del Regno Unito creato nel 1806 da re Giorgio III del Regno Unito.

## Storia
Il titolo venne istituito per Charles Medows Pierrepont, I visconte Newark. Questi era già stato nominato barone Pierrepont, di Holme Pierrepont nella contea di Nottingham, e visconte Newark, di Newark-on-Trent nella contea di Nottingham, nel 1796. Entrambi i titoli erano compresi nella parìa di Gran Bretagna. 
Nato col nome di Charles Medows, Charles Medows Pierrepont era il figlio secondogenito di Philip Medows, vice ranger di Richmond Park, e di sua moglie lady Frances Pierrepont, figlia di William Pierrepont, conte di Kingston (1692–1713), figlio primogenito ed erede apparente di Evelyn Pierrepont, I duca di Kingston-upon-Hull. Il nome della contea deriva dalla famiglia Manvers, tramite la quale la residenza di famiglia Holme Pierrepont era giunta nelle mani della famiglia Pierrepont nel XIII secolo.
Nel 1788 Charles Medows era succeduto nei possedimenti della famiglia Pierrepont alla morte della moglie del secondo duca, Elizabeth, e aveva deciso di mutare il proprio cognome in Pierrepont. Suo figlio primogenito, Evelyn Pierrepont gli premorì e pertanto egli venne succeduto poi nei suoi titoli dal figlio secondogenito, Charles, II conte. Questi fu un comandante navale e membro del parlamento gli succedette l'unico figlio sopravvissutogli, il secondogenito Sydney, III conte, che fu parlamentare per il Nottinghamshire al parlamento: gli succeedette suo figlio Charles, IV conte. Questi fu membro del partito conservatore e deputato al parlamento per la costituente elettorale di Newark, eletto in ben quattro occasioni. Alla sua morte, i suoi titoli passarono all'unico suo figlio, Evelyn, V conte. Questi subì un esaurimento nervoso a 17 anni e non si spostò mai e pertanto alla sua morte gli succedette suo cugino, Gervas Pierrepont, VI e ultimo conte, l'unico figlio di Evelyn Henry Pierrepont (1856–1926), figlio secondogenito del terzo conte. L'unico figlio del sesto conte morì ancora bambino e pertanto alla sua morte, nel 1955, con lui si estinsero tutti i suoi titoli.
Tra gli altri membri noti della famiglia, si ricorda Edward Medows (m. 1813), fratello del primo conte, che fu capitano della Royal Navy. Sir William Medows, fratello del primo conte, che fu generale del British Army. Henry Pierrepont, figlio terzogenito del primo conte, che fu diplomatico.

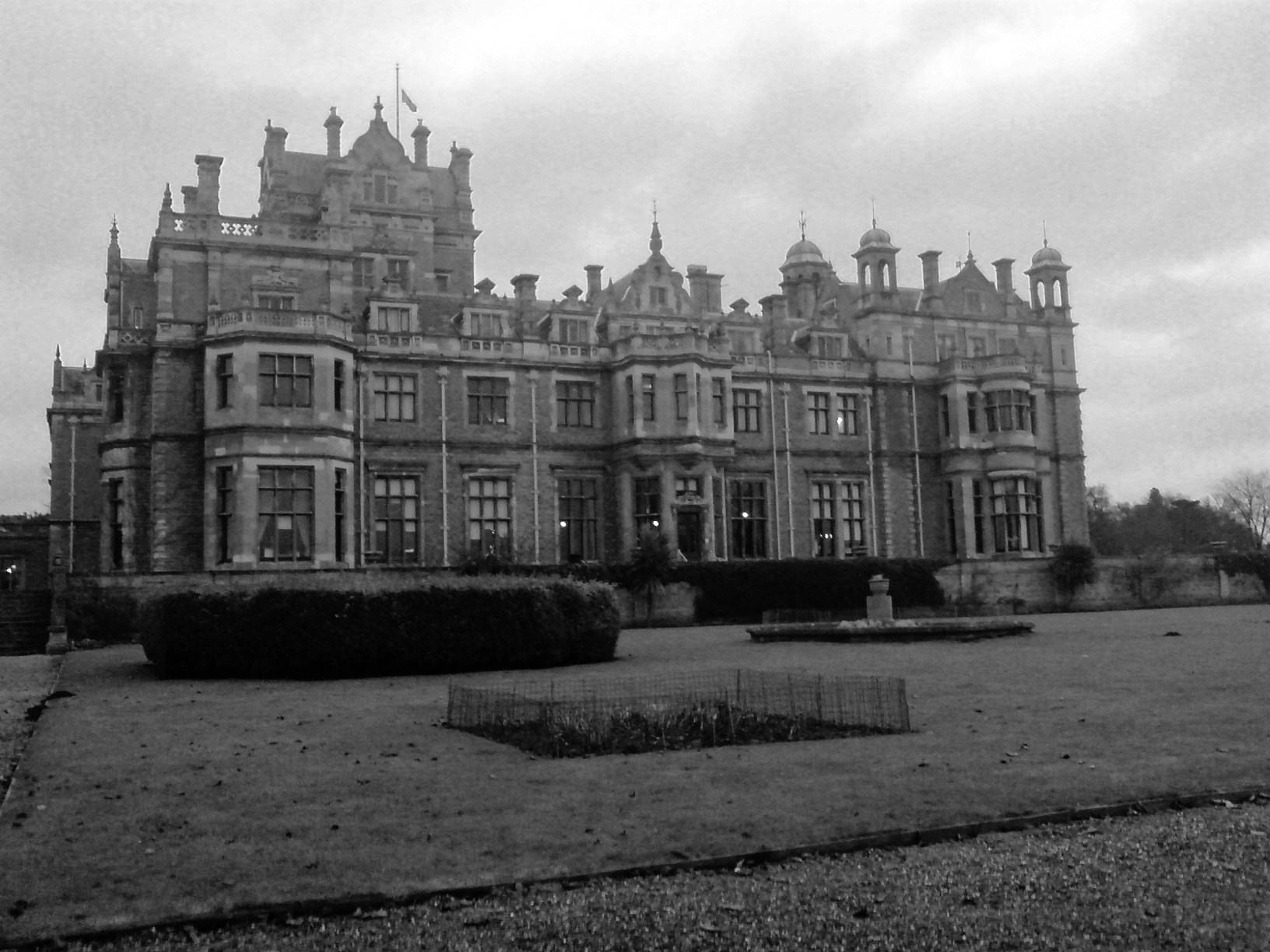
Thoresby Hall, sede dei conti Manvers

La sede ancestrale dei conti Manvers fu Thoresby Hall, presso Ollerton, nel Nottinghamshire. L'attuale costruzione venne eretta negli anni '60 dell'Ottocento dal terzo conte su disegno dell'architetto Anthony Salvin per rimpiazzare un'architettura precedente di stile georgiano che a sua volta aveva rimpiazzato una grande residenza barocca disegnata a suo tempo da William Talman, bruciata durante un incendio. Rimase residenza dell'ultima contessa Manvers sino alla sua morte, all'età di 95 anni, avvenuta nel 1984 e successivamente venne venduta dalla famiglia; oggi è un hotel e un centro conferenze. I vasti possedimenti agricoli e di foreste di Thoresby rimangono ai discendenti dei Pierreponts che vi hanno costruito una nuova residenza.

## Conti Manvers (1806)
- Charles Pierrepont, I conte Manvers (1737–1816)
  - Evelyn Henry Frederick Pierrepont (1775–1801), politico
- Charles Herbert Pierrepont, II conte Manvers (1778–1860), figlio secondogenito del primo conte
  - Charles Evelyn Pierrepont, visconte Newark (1805–1850)
- Sydney William Herbert Pierrepont, III conte Manvers (1825–1900)
- Charles William Sydney Pierrepont, IV conte Manvers (1854–1926)
- Evelyn Pierrepont, V conte Manvers (25 luglio 1888 – 6 aprile 1940). soffrì di un esaurimento nervoso a 17 anni
- Gervas Evelyn Pierrepont, VI conte Manvers (1881–1955), cugino del precedente
  - Evelyn Louis Butterfield Pierrepont (1924–1928)